# Rosa transmorrisonensis
Rosa transmorrisonensis — вид рослин з родини розових (Rosaceae); поширений у Тайвані й о. Лусон (Філіппіни).

## Опис
Кущі вічнозелені, карликові. Гілочки голі. Колючки рідкісні або попарно під листям, до 7 мм, плоскі. Прилистки в основному прилягають до ніжки, вільні частини ланцетні, приблизно 1 см; ребра й ніжки запушені, залозисто-запушені, мало колючі; листочків 5–7, рідко 3, еліптичні або довгасті, 5–25 × 5–15 мм, знизу запушені вздовж серединної жилки, зверху ± голі, іноді розсіяно залозисто-запушені, край гостро просто зазубрений, верхівка округло-тупа, гостра або усічена. Квітки 1.8–2.5 см у діаметрі, поодинокі або 3–5 у суцвітті (щиток); квітоніжка ≈ 1.5 см, залозисто-запушена чи ні; приквітки відсутні. Чашолистків 5, трикутно-яйцюваті, знизу запушені й залозисто-запушені, зверху запушені, край часточковий і залозисто-запушений, вершина загострена. Пелюстків 5, білі, обернено-яйцюваті, ≈ 10 × 5 мм, верхівка виїмчаста. Плоди шипшини ± кулясті, діаметром ≈ 6 мм.

## Поширення
Поширений у Тайвані й о. Лусон (Філіппіни).
Населяє альпійські регіони; на висотах приблизно 2400 м.